# جيوفاني دي نوا
جيوفاني دي نوا (بالإيطالية: Giovanni Di Noia) (3 يوليو 1994 بباري في إيطاليا - ) هو لاعب كرة قدم إيطالي في مركز الوسط.

## روابط خارجية
- جيوفاني دي نوا على موقع قاعدة بيانات كرة القدم.إي يو (الإنجليزية)
- جيوفاني دي نوا على موقع Soccerway.com (الإنجليزية)
- جيوفاني دي نوا على موقع عالم كرة القدم.نت (الإنجليزية)